# Daniil Granine
Pour les articles homonymes, voir Herman.
Daniil Alexandrovitch Granine (en russe : Дании́л Алекса́ндрович Гра́нин, de son vrai nom de famille Herman), né le 1er janvier 1919 près de Volyn (Oblast de Koursk) et mort le 4 juillet 2017 à Saint-Pétersbourg, est un homme de lettres soviétique et russe.
Un certain nombre de ses livres ont été traduits dans différentes langues étrangères, dont le français. Il a reçu de nombreuses décorations soviétiques et russes dont le Ordre de Saint-André ainsi que le prix Bounine en 2011.

## Biographie
Il termine la faculté d'électro-mécanique de l'institut polytechnique de Léningrad (aujourd'hui : Université polytechnique de Saint-Pétersbourg) à la veille de la guerre, en 1940. Il travaille à l'usine Kirov, puis il est mobilisé au front. Il combat notamment lors du siège de Léningrad. Plus tard, il combat dans une unité de chars où il commande une compagnie de chars lourds. Il entre au PCUS en 1942. De 1945 à 1950, il travaille comme ingénieur à la compagnie énergétique Lenenergo de Léningrad et dans un institut de recherches.
Il est membre de l'Union des écrivains soviétiques.
Daniil Granine est élu député du peuple à la fin de l'URSS en 1989-1991. Il signe en octobre 1993 la « Lettre des Quarante-Deux » à l'adresse de Boris Eltsine. Il demande l'érection d'un monument aux victimes des goulags, dont son père fit partie.
Il écrit dès sa jeunesse et commence à être publié en 1949 dans le journal Zvezda (en) (L'Étoile) avec Variant dvoï (Variante deux). Le thème principal de son œuvre est le réalisme dans le milieu qu'il a pratiqué, celui de la technique, et l'étude des caractères humains dans le travail et la recherche : carriéristes, ambitieux, personnages peu doués, bureaucrates, etc. C'est en effet depuis Iskateli (Les Chercheurs), paru en 1955, qu'il atteint le succès. Ce roman décrit la vie d'un ingénieur en butte à l'étouffement dû à la bureaucratie soviétique. Il a été adapté pour le théâtre, ainsi entre autres que son récit Après le mariage (1958) qui décrit la vie d'un membre du Komsomol envoyé à la campagne. Granine signe plusieurs scénarios des films adaptés de ses œuvres.
Mort à Saint-Pétersbourg le 4 juillet 2017, l'écrivain est enterré au cimetière de Komarovo.

## Scénarios
- 1956 : Les Chercheurs (Искатели) de Mikhaïl Chapiro (ru)
- 1962 : Après le mariage (ru) (После свадьбы) de Mikhaïl Erchov (ru)
- 1965 : Je vais au-devant de l'orage (Иду на грозу) de Sergueï Mikaelian
- 2011 : Pierre le Grand: Le Testament (en) (Пётр Первый. Завещание) de Vladimir Bortko (TV)

## Œuvres
- 1949 : Победа инженера Корсакова (La Victoire de l'ingénieur Korsakov) (récit sur le thème idéologique de la supériorité de l'URSS par rapport à l'occident)
- 1954 :  Искатели (Les chercheurs) (roman, paru en français en 1958, traduction de Paul Kolodkine)
- 1956 :  Dombrowsky, biographie de Jarosław Dombrowski (1836-1871), parue en français en 1956
- 1956 :  Собственное мнение (Propre pensée) (récit sur la technocratie)
- 1958 :  После свадьбы (Après le mariage) (roman)
- 1962 :  Иду на грозу (Je vais au-devant de l'orage) (roman), roman paru en français en 1967 (traduction Lily Denis)
- 1968 :  Наш комбат (Notre commandant de bataillon) (nouvelle)
- 1969 :  Кто-то должен (Quelqu'un devrait) (récit sur le choix moral et la science)
- 1970 :  Прекрасная Ута (Magnifique Outa) (remarques et réflexions biographiques)
- 1972 :  Сад камней (Le Jardin de pierres)
- 1973 :  Дождь в чужом городе (Pluie dans une ville étrangère) (récit)
- 1974 :  Эта странная жизнь (Cette vie étrange) (biographie d'Alexandre Lioubichtchev)
- 1975 :  Однофамилец (L'Homonyme) (récit dont le héros, ingénieur, rencontre un jeune homme qui s'avère être lui-même dans sa jeunesse, lorsqu'il devait faire face à des critiques injustes), ce récit a été porté à l'écran
- 1975 :  Клавдия Вилор (Claudia Vilor) (récit documentaire, prix d'État de l'URSS)
- 1977—1981 :  Блокадная книга (Le Livre du blocus) (chronique sur le siège de Léningrad ; en collaboration avec Alès Adamovitch. Ce livre a été interdit à la vente à Léningrad. La première partie a été publiée avec des coupures en 1977 dans Novy Mir. Il ne paraît à Léningrad qu'en 1984)
- 1980 :  Картина (Le Tableau) (roman)
- 1984 :  Ещё заметен след (Une trace encore visible) (récit)
- 1984 :  Тринадцать ступенек (Treize pas)[3]
- 1987 :  Зубр (Le Bison) (roman biographique sur le généticien Nikolaï Timofeïev-Ressovski)
- 1990 :  Наш дорогой Роман Авдеевич [Notre cher Roman Avdeïevitch] (satire sur Grigori Romanov)
- 1990 :  Неизвестный человек (L'Inconnu)
- 1991 :  Повесть об одном ученом и одном императоре (Récit à propos d'un savant et d'un empereur)
- 1994 :  Бегство в Россию (Fuite en Russie) (à propos des espions Joel Barr (en) et Alfred Sarant)
- 1997 :  Страх (La Peur) (essai)
- 2000 :  Оборванный след [La Trace interrompue) (récit)
- 2000 :  Вечера с Петром Великим (Une soirée avec Pierre le Grand) (roman historique, porté à l'écran)
- 2009 : Причуды моей памяти (Les singularités de ma mémoire) (souvenirs)
- 2010 :  Все было не совсем так (Tout n'était pas entièrement ainsi)
- 2011 : (Мой лейтенант) (Mon lieutenant (roman)) (Prix Bolchaïa Kniga en 2012)
- 2012 :  Заговор (La Conspiration)